# حصار قصر العدل
حصار قصر العدل (بالإسبانية: Toma del Palacio de Justicia)، هجوم وقع عام 1985 على محكمة العدل العليا في كولومبيا، شارك في الهجوم أعضاء من عصابة حركة 19 أبريل (M-19) الماركسية على قصر العدل في بوغوتا، كولومبيا، واحتجاز من في المحكمة كرهائن، كان هدفهم الضغط على الرئيس الكولومبي بيليساريو بيتانكور. بعد ساعات من الهجوم العسكري، خلفت الحادثة وفاة نصف قضاة المحكمة العليا البالغ عددهم 25 قاضيا.
وصفت لجنة الدول الأمريكية لحقوق الإنسان أن دور الجيش في هذا الحصار عبارة عن مذبحة ومحرقة جماعية.